# 후타가와 다카히로
후타가와 다카히로(일본어: 二川 孝広, 1980년 6월 27일 ~ )는 일본의 전 축구 선수이며 현역 시절 포지션은 미드필더였다.

## 경력

### 구단 경력
1996년 감바 오사카에 입단하였으며 1999년 성인팀으로 승격했다. 2000년부터 주전으로 도약하기 시작하였으며 2001년 7월 7일 도쿄 베르디와의 경기에서 리그 데뷔골을 기록하였다. 2007 시즌에는 컵대회를 포함하여 두 자릿수 득점을 기록하기도 하였다. 2008년 AFC 챔피언스리그에선 전남 드래곤즈를 상대로 득점을 기록하였다. 2013 시즌 감바 오사카가 J2로 강등되었을 때도 팀에 잔류하여 1년 만의 승격을 이끌었다.

### 국가대표팀 경력
그는 2006년 10월 4일 가나과의 경기에서 일본 국가대표팀에 데뷔했다.

## 통계
| 일본 | 일본 | 일본 |
| 연도 | 출전 | 득점 |
| ---- | ---- | ---- |
| 2006 | 1    | 0    |
| 통산 | 1    | 0    |